# Eugeniusz Witek
Eugeniusz „Geno” Witek (ur. 9 września 1955 w Mysłowicach) – polski aktor, kabareciarz i prezenter.

## Kariera
Eugeniusz Witek w 1979 roku ukończył studium teatralne przy Teatrze Polskim w Bielsku-Białej. Prowadził wiele górnośląskich imprez kulturalnych i rozrywkowych. Wystąpił w wielu programach rozrywkowych takich jak: Uwaga Hotel, Ciao Darwin, Super Talent, a także ma na swoim koncie wiele ról epizodycznych w filmach i serialach m.in. Klan (1997-2015), Święta wojna jako prezydent Katowic (2006-2007), Układ warszawski (2011), Bokser (2012) oraz jako statysta w serialach gatunku docu-crime: W11 – Wydział Śledczy, Detektywi.
Od 2008 roku związany jest z Telewizją TVS, gdzie przez wiele lat wraz z Grzegorzem Stasiakiem prowadził program pt. Listę Śląskich Szlagierów, którego od kilku lat jest samodzielnym gospodarzem. W 2013 roku otrzymał nagrodę w kategorii Najpopularniejszy Prezenter Telewizji TVS podczas gali 5-lecia Telewizji TVS.

## Filmografia

### Filmy
- 1997-2015: Klan jako mężczyzna oszukany przez Denisa Burkino, Łysy, Klient
- 2010: Samo życie jako właściciel firmy, w której zlecenie na mycie okien otrzymała firma sprzątająca należąca do Jarosława Kubiaka
- 2006-2007: Święta wojna jako prezydent Katowic (odc. 246, 259)
- 2011: Prosto w serce jako pan Sahin (odc. 40, 42)
- 2011: Układ warszawski jako Dariusz Kowalski „Boss” (odc. 1)
- 2011: Na dobre i na złe jako Maszynista Henryk (odc. 459)
- 2011: Daleko od noszy 2 jako pacjent (odc. 16)
- 2012: Bokser
- 2013: Na Wspólnej jako Edwin Zych

### Programy
- W11 – Wydział Śledczy
- Detektywi
- Uwaga Hotel
- Ciao Darwin
- Super Talent
- Lista Śląskich Szlagierów
- Szlagierowa lista

## Nagrody
- 2013: Najpopularniejszy Prezenter Telewizji TVS[2]